# Lepidolaena magellanica
Lepidolaena magellanica là một loài rêu tản trong họ Lepidolaenaceae. Loài này được (Lam.) A. Evans miêu tả khoa học lần đầu tiên năm 1892.